# Giennadij Czetin
Giennadij Timofiejewicz Czetin (ros. Геннадий Тимофеевич Четин; ur. 1 lutego 1943 w Senino, zm. w 2002) – rosyjski sztangista reprezentujący Związek Socjalistycznych Republik Radzieckich, brązowy medalista olimpijski, medalista mistrzostw świata oraz mistrzostw Europy w podnoszeniu ciężarów.

## Osiągnięcia

### Letnie igrzyska olimpijskie
- Meksyk 1968 – 4. miejsce (waga kogucia)
- Monachium 1972 –  brązowy medal (waga kogucia)

### Mistrzostwa świata
- Meksyk 1968 – 4. miejsce (waga kogucia) – mistrzostwa rozegrano w ramach zawodów olimpijskich
- Lima 1971 –  złoty medal (waga kogucia)
- Monachium 1972 –  brązowy medal (waga kogucia) – mistrzostwa rozegrano w ramach zawodów olimpijskich

### Mistrzostwa Europy
- Sofia 1971 –  srebrny medal (waga kogucia)

### Mistrzostwa Związku Radzieckiego
- 1964 –  brązowy medal (waga musza)
- 1966 –  srebrny medal (waga kogucia)
- 1967 –  srebrny medal (waga kogucia)
- 1968 –  złoty medal (waga kogucia)
- 1969 –  złoty medal (waga kogucia)
- 1971 –  złoty medal (waga kogucia)
- 1972 –  złoty medal (waga kogucia)
- 1973 –  brązowy medal (waga kogucia)
- 1976 –  złoty medal (waga kogucia)

### Letnia Spartakiada Narodów ZSRR
- 1967 –  srebrny medal (waga kogucia)
- 1971 –  złoty medal (waga kogucia)

### Puchar Związku Radzieckiego
- 1975 –  złoty medal (waga kogucia)
- 1976 –  złoty medal (waga kogucia)

### Rekordy świata
- Helsinki 24.08.1968 – 367,5 kg w trójboju (waga kogucia)
- Moskwa 16.07.1971 – 375 kg w trójboju (waga kogucia)
- 1973 – 255 kg w dwuboju (waga kogucia)